# Chiesa del Santissimo Sacramento (Ancona)
La chiesa del Santissimo Sacramento di Ancona fu concattedrale cittadina fino al 1986, prima dell'accorpamento dell'arcidiocesi di Ancona con la diocesi di Osimo.
Si trova di fronte al Teatro delle Muse, vicinissima al porto della città.

## Storia e descrizione

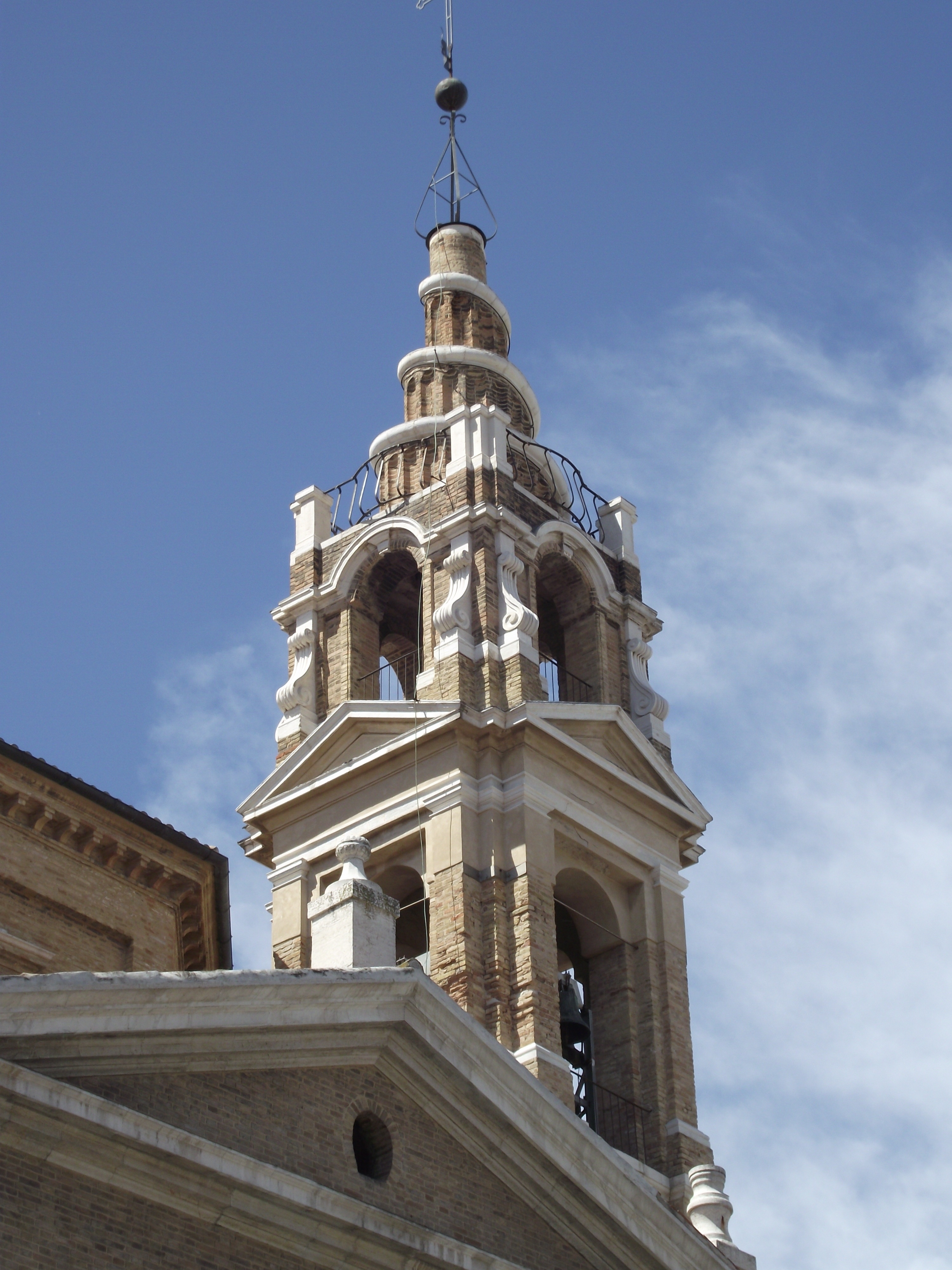
Il caratteristico campanile

L'attuale edificio è stato costruito nel 1538 e l'attuale sobria facciata cinquecentesca è l'unico resto del tempio primitivo. Nella iscrizione sopra al portale è documentata la stretta relazione che lega questa chiesa anconitana alla basilica di San Giovanni in Laterano.
La chiesa venne quasi completamente ricostruita nella seconda metà del Settecento dall'architetto Francesco Maria Ciaraffoni di Fano, che aggiunse il transetto, il braccio absidale e la cupola ottagonale. In questa occasione venne costruito il caratteristico campanile (1771 - 1776) a due ordini con coronamento ad elica borrominiano, palesemente ispirato dalla guglia della cupola di Sant'Ivo alla Sapienza di Roma. Il coronamento, rimosso per i danni subiti dal terremoto del 1930 venne ricostruito nel secondo dopoguerra in modo non troppo fedele all'originale. Il campanile costituisce uno degli elementi più caratteristici del panorama della città.
Dal 1908 la chiesa incorporò le funzioni della allora appena soppressa Parrocchia di San Marco; i resti dell'ex chiesa di San Marco, assai rimaneggiati ed adibiti ad altri usi, si notano tuttora nel primo tratto a destra di via Cialdini, nel rione di Capodimonte. Fu allora che la parrocchia assunse la denominazione di "San Marco nel Santissimo Sacramento" (ossia "parrocchia di San Marco con sede nella chiesa del SS. Sacramento"), anche se per gli anconetani rimase sempre la "Parrocchia del Sacramento".  

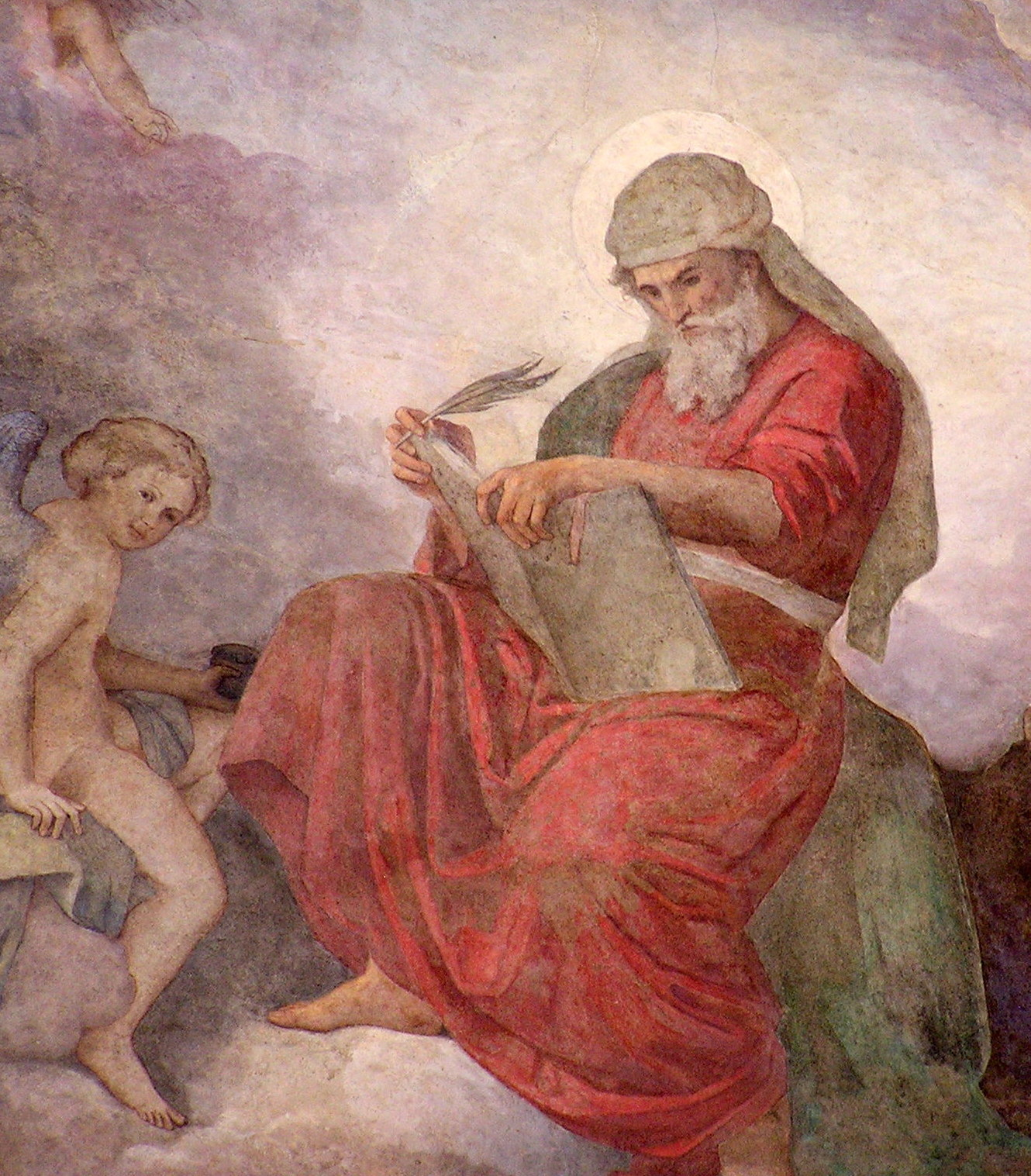
Francesco Podesti, affresco con l'evangelista San Marco (particolare)

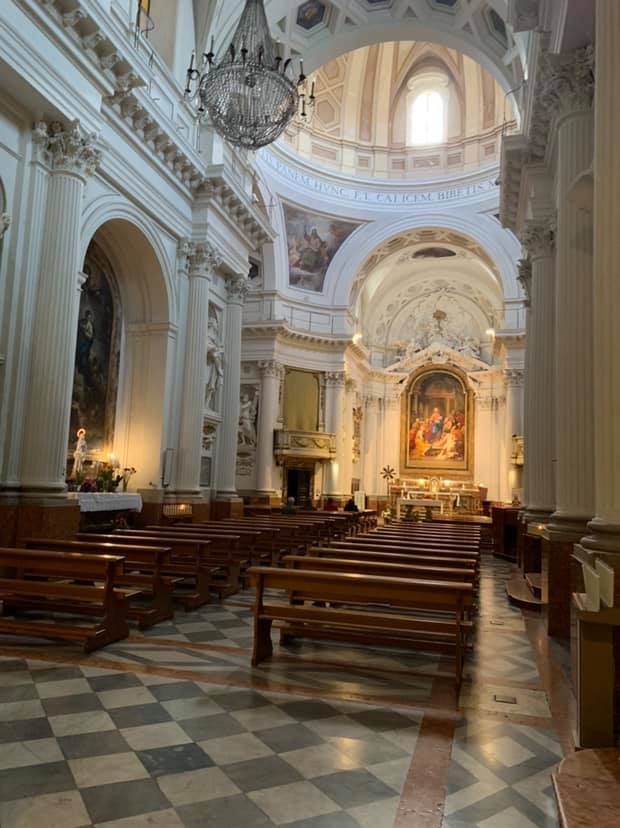
Veduta dell'interno.

La chiesa era stata progettata dal Ciaraffoni unitamente agli edifici adiacenti, in modo da formare un complesso unico e simmetrico. L'edificio di destra fu però distrutto dai bombardamenti della Seconda Guerra Mondiale, con vantaggio per l'unione tra il Corso Garibaldi e la Piazza del Teatro, ma a detrimento della simmetria originaria. La fiancata della chiesa affacciantesi su Piazza del Teatro è dunque una sistemazione del dopoguerra, progettata dall'arch.Eusebio Petetti.
Per la sua localizzazione centrale la chiesa e per il suo ruolo di concattedrale, durante il periodo successivo al terremoto del 1972, svolse la funzione di concattedrale, dato che il duomo di San Ciriaco era chiuso a causa delle lesioni subite e che chiese più ampie erano ugualmente state danneggiate dal sisma.
Dall'anno 2006 la chiesa venne sottoposta a lavori di restauro agli apparati decorativi. Gli affreschi degli Evangelisti e la cupola furono restaurati per primi; anche le statue ed alcuni dei capitelli corinzi della navata sono stati risanati dai danni provocati dalle conseguenze delle vibrazioni del traffico e dell'azione della vicina brezza marina carica di salsedine. I risultati dei saggi sugli intonaci effettuati dalla Soprintendenza durante gli stessi lavori hanno condotto alla decisione di riportare sulle pareti il colore bianco che l'ambiente aveva in origine. Il 24 settembre 2010 fu ufficialmente inaugurata nella sua ripristinata veste originaria.
L'interno è di impronta barocca con pianta è a croce latina a unica navata e transetto; l'abside è rettilinea (ma illusionisticamente concava) e la cupola è ottagonale con tetto a falde e lanternino. Lungo le pareti sono poste dieci statue in stucco degli Apostoli, capolavori barocchi di Gioacchino Varlè ispirati alle analoghe sculture della basilica romana di San Giovanni in Laterano; le statue di San Simone e di San Taddeo sono andate disperse negli ultimi decenni. Al posto di San Mattia, apostolo che sostituì Giuda Iscariota, è rappresentato San Paolo, ma questa sostituzione è la stessa presente a San Giovanni in Laterano ed è comune nella tradizione iconografica.
In chiesa è una pala raffigurante San Carlo Borromeo in gloria e i Santi Lorenzo, Giovanni Battista, Francesco ed Apollonia del fiorentino Cesare Dandini, commissionata da Giovan Battista Severi, musico legato alla Corte medicea e databile alla fine degli anni venti del Seicento.
Gli affreschi nei pennacchi della cupola dei Quattro Evangelisti sono stati dipinti dall'allora ottantenne Francesco Podesti (con la collaborazione di Francesco Gai) e costituiscono gli ultimi capolavori del pittore, quasi il suo testamento artistico. 
Nei locali parrocchiali sottostanti sono conservati interessanti resti di epoca romana, forse appartenenti ad un gymnasium.

### Gli arazzi di Rubens

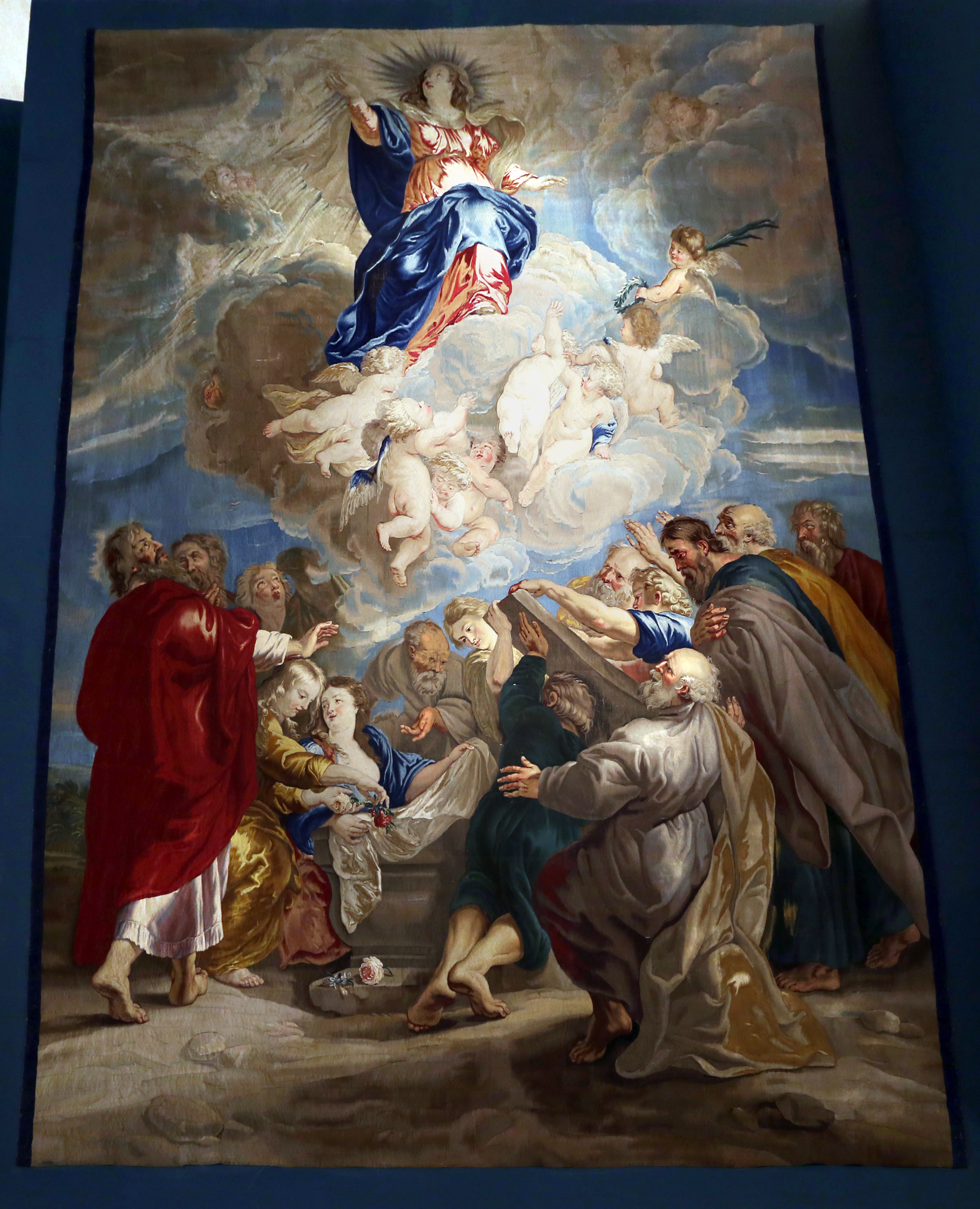
L'Assunzione di Maria, arazzo fiammingo su cartoni di Rubens, oggi al Museo diocesano.

Una serie di 4 imponenti arazzi, eseguiti su cartoni di Peter Paul Rubens, vennero realizzati fra il 1632 e il 1650 circa dalla manifattura di Bruxelles. Furono commissionati dalla Confraternita del Santissimo Sacramento per questa chiesa. 
Essi raffigurano i principali eventi religiosi e venivano esposti per pochi giorni l'anno in relazione alla liturgia; ciò ha permesso una perfetta conservazione della vivacità dei colori, eccezionale per dei tessuti così antichi. 
Sono oggi conservati al Museo diocesano cittadino e raffigurano:
- Natività
- L'istituzione dell'Eucaristia
- Resurrezione di Cristo
- Assunzione di Maria